# Джуліанна Маклін
Джуліанна Маклін (англ. Julianne MacLean) — канадська авторка любовних романів, переважно історичних. Живе в Новій Шотландії.
Маклін здобула ступінь бакалавра англійської літератури в Університеті Королівського коледжу 1987 року. Вона повернулася до університету, щоб вивчати бухгалтерський облік, а 1992 року здобула ступінь з ділового адміністрування за спеціальністю «бухгалтерський облік». Працювала в офісі генерального аудитора, перш ніж залишити роботу, щоб зосередитися на написанні любовних романів. 1999 року продала свій перший роман «Наречена прерій» видавництву «Harlequin».
2005 року її роман «Любов згідно з Лілі» отримав нагороду «Вибір рецензентів Romantic Times» за найкращий історичний роман, дія якого відбувається в епоху Регентства.

### Harlequin Historical
- Наречена прерій, 2000
- Маршал і місис О'Меллі, 2001
- Адамова обітниця, 2003

### Silhouette Desire
- Спати з плейбоєм, 2003

### Avon/HarperCollins

#### Серія «Американська спадкоємиця»
1. Вийти заміж за герцога, 2003
2. Найбільш грішний зв'язок, 2004
3. Мій особистий герой, 2004
4. Любов за словами Лілі, 2005
5. Портрет коханої, 2006
6. Здатися негіднику, 2007

#### Серія «Палац Пембрук»
1. У моїх найтепліших фантазіях, 2007
2. Щоденники коханки, 2008
3. Коли мене любить незнайомець, 2009
4. Одружені до півночі, 2012
5. Поцілунок перед весіллям, 2012
6. Зваблена на заході сонця, 2013

### St. Martin’s Press

#### Трилогія «Горянин»
1. У полоні горянина, 2011
2. Завойована горянином, 2011
3. Спокушена горянином, 2011

#### Королівська трилогія
1. Стань моїм принцом, квітень 2012
2. Закохана принцеса, жовтень 2012
3. Наречена принца, квітень 2013

### Самвидав
- Колір небес (в титрах: EV Mitchell), 2011
- Захоплена ковбоєм, 2011
- Бунтар (повість-приквел до трилогії «Горянин»), 2011

## Переклади українською
2024 року у видавництві BookChef вийшов український переклад роману «Переплетені лози». Перекладачка — 	Олена Кшемінська.

## Зовнішні посилання
- Веб-сайт Джуліанни Маклін
- Джуліанна Маклін у RT Book Reviews
- Джуліанна Маклін у HarperCollins
- Джуліанна Маклін у Macmillan